# Hämeenkoski
Hämeenkoski is een voormalige gemeente in het Finse landschap (maakunta) Päijät-Häme. De gemeente had een oppervlakte van 188 km² en telde 2192 inwoners in 2003. In 2016 werd Hämeenkoski bij Hollola gevoegd.

## Geboren
- Juho Kusti Paasikivi (27 november 1870 - 14 december 1956), politicus

Asikkala · Hartola · Heinola · Hollola · Kärkölä · Lahti · Orimattila · Padasjoki · Sysmä
Voormalige gemeenten:
Artjärvi · Hämeenkoski · Heinolan maalaiskunta · Nastola